# Манагаров, Иван Мефодьевич
Иван Мефодьевич Манагаров (31 мая (12 июня) 1898, посёлок Енакиево, Екатеринославская губерния — 27 ноября 1981, Ялта, Крымская область) — советский военный деятель, генерал-полковник (29 мая 1945 года). Герой Советского Союза (28.04.1945).

## Начальная биография
Иван Мефодьевич Манагаров родился в семье шахтёра 31 мая (12 июня) 1898 года в посёлке Енакиево Екатеринославской губернии, ныне городе в Донецкой области.
Получил неполное среднее образование.
С 10 лет работал на донецкой шахте № 20 выборщиком породы, лампоносом, а вскоре рабочим-вальцовщиком прокатного цеха Енакиевского металлургического завода.

## Военная служба

### Первая мировая и гражданская войны
В сентябре 1914 года был призван в ряды Русской императорской армии, после чего был направлен в 5-й запасной кавалерийский полк, дислоцированный в Балаклее. Вскоре рядовым взвода конной разведки 9-го Финляндского стрелкового полка 22-го армейского корпуса принимал участие в боевых действиях в ходе Первой мировой войны. Был награждён тремя Георгиевскими крестами.
После тяжёлого ранения Иван Мефодьевич Манагаров в июне 1915 года был демобилизован из рядов Русской императорской армии, после чего вернулся в Енакиево, где в июле 1917 года был избран на должность заместителя командира красногвардейского отряда, сформированного из рабочих завода и шахт. Вскоре был выбран на должность командира отряда.
В феврале 1918 года был призван в ряды РККА, после чего был назначен на должность помощника командира, а в мае 1918 года — на должность командира Пролетарского полка 1-й Стальной стрелковой дивизии.
В 1919 году вступил в ряды РКП(б).
В марте 1919 года был назначен на должность командира 1-го Уральского Стального полка, в мае 1919 года — на должность помощника командира 22-го кавалерийского полка (4-я кавалерийская дивизия), в июле 1919 года — на должность помощника командира 2-го Таманского кавалерийского полка 2-й Ставропольской кавалерийской дивизии имени М. Ф. Блинова.
Принимал участие в боевых действиях на Южном, Юго-Западном, Юго-Восточном и Кавказском фронтах против австро-венгерской интервенции и войск под командованием генералов Краснова и Деникина. В частности, в 1918 году участвовал в ходе обороны Царицына.
В июле 1920 года был направлен на учёбу в 5-ю кавалерийскую школу имени С. М. Будённого, после чего курсантом этой школы принимал участие в боевых действиях против войск под командованием Махно.
За успехи в борьбе с контрреволюцией Иван Мефодьевич Манагаров был награждён Почётной грамотой Реввоенсовета Республики.

### Межвоенное время
После окончания 5-й кавалерийской школы имени С. М. Будённого в Таганроге в сентябре 1923 года был назначен на должность командира кавалерийского взвода (21-й кавалерийский полк, 4-я кавалерийская дивизия, Ленинградский военный округ), в марте 1925 года — на должность командира кавалерийского взвода (46-й кавалерийский полк, 8-я Гомельская кавалерийская дивизия, Туркестанский фронт), после чего принимал участие в боевых действиях против басмачества.
В апреле 1926 года был назначен на должность секретаря партбюро 47-го кавалерийского полка (8-я Гомельская кавалерийская дивизия, Приволжский военный округ), дислоцированного в Троицке.
В 1928 году был направлен на учёбу в Военно-политическую академию имени Н. Г. Толмачёва, по окончании которой в 1931 году был назначен на должность комиссара 7-го механизированного полка (7-я кавалерийская дивизия, Белорусский военный округ), дислоцированного в Минске, а в мае 1932 года — на должность командира и комиссара 3-го кавалерийского полка (1-я кавалерийская дивизия), дислоцированного в Проскурове.
С января 1936 по июнь 1938 года Манагаров находился в специальной командировке в Китае и Монгольской народной республике, после возвращения из которой в 1938 году был назначен на должность командира 8-й кавалерийской дивизии (1-я Отдельная Краснознамённая армия, Дальневосточный фронт).

### Великая Отечественная война
В начале войны Манагаров находился на прежней должности. В ноябре 1941 года был назначен на должность командира 26-го стрелкового корпуса (Дальневосточный фронт), в январе 1942 года — на должность командира 16-го кавалерийского корпуса (Московский военный округ), а в марте 1942 года — на должность командира 7-го кавалерийского корпуса (61-я армия). До июня корпус занимал оборону на стыке Западного и Брянского фронтов на правом берегу реки Ока в районе города Белёв. С апреля корпус, находясь в резерве Брянского фронта, выполнял различные задачи и одновременно подготавливал оборонительные рубежи на участке фронта, на котором расположился. С июня по осень корпус несколько раз менял район своей обороны.
В декабре 1942 года был назначен на должность командующего 41-й армией (Калининский фронт), принимавшей участие в Ржевско-Вяземской операции, в ходе которой с 10 по 15 марта 1943 года армия освободила 317 населённых пунктов, в том числе город Белый и районный центр Батурино.
С марта по декабрь 1943 года и с марта 1944 года Иван Мефодьевич Манагаров командовал 53-й армией, которая принимала участие в ходе Курской битвы и битвы за Днепр.

В ходе форсирования Днепра мне удалось побывать на участке 53-й армии генерала И. М. Манагарова. Он, как и перед наступлением под Белгородом, отлично справлялся с управлением армией. Теперь он действовал ещё более решительно, чем перед контрнаступлением на Курской дуге.

…… Разговаривая с командармом И.М Манагаровым, я наблюдал за И. С. Коневым. Раньше он обычно поправлял или дополнял доклады своих командармов, а тут, слушая четкий доклад И. М. Манагарова, молчал и улыбался. Действительно, от распорядительности И. М. Манагарова и его штаба можно было получить большое удовлетворение.
— Четырежды Герой Советского Союза  Маршал Советского Союза   Жуков Г.К Воспоминания и размышления. Том 2. 3-е издание.   -  М.:  Издательство Агентства печати Новости , 1978. С.179.
Принимала она участие и в Кировоградской, Корсунь-Шевченковской, Уманско-Ботошанской, Ясско-Кишинёвской, Будапештской, Банска-Быстрицкой, Братиславско-Брновской и Пражской наступательных операциях, а также в освобождении городов Харьков, Полтава, Кременчуг, Бухарест, Клуж, Эгер, Будапешт и Брно.
Указом Президиума Верховного Совета СССР от 28 апреля 1945 года за образцовое выполнение боевых заданий командования на фронте борьбы с немецко-фашистскими захватчиками и проявленные при этом мужество и героизм, генерал-лейтенанту Ивану Мефодьевичу Манагарову присвоено звание Героя Советского Союза с вручением ордена Ленина и медали «Золотая Звезда» (№ 6400).
В июне 1945 года 53-я армия была передислоцирована на Дальний Восток, где была включена в состав Забайкальского фронта, после чего во время советско-японской войны принимала участие в ходе Хингано-Мукденской наступательной операции, за время которой армия участвовала в прорыве Буян-Хашунского укреплённого района противника, форсировании горного хребта Большой Хинган и взятии городов Даньдун, Фисунь, Чаоян и других, за что Иван Мефодьевич Манагаров был награждён орденом Красного Знамени.

### Послевоенная карьера
После войны Манагаров командовал армией вплоть до её расформирования в декабре 1945 года.
В марте 1946 года был направлен на учёбу на Высшие академические курсы при Высшей военной академии имени К. Е. Ворошилова, после окончания которых в феврале 1947 года был назначен на должность командующего 4-й армией (Закавказский военный округ), а в июне 1949 года — на должность командующего войсками ПВО Киевского района.
В сентябре 1953 года генерал-полковник Иван Мефодьевич Манагаров вышел в отставку по состоянию здоровья. Жил в Ялте, (Крымская область), где и умер 27 ноября 1981 года. Похоронен на Старом кладбище Ялты.

## Награды
СССР:
- медаль «Золотая Звезда» Героя Советского Союза (28.04.1945);
- три ордена Ленина (21.02.1945, 28.04.1945, ...);
- орден Октябрьской Революции;
- три ордена Красного Знамени (3.11.1944, 8.09.1945, ...);
- орден Суворова 1-й степени (27.08.1943);
- орден Кутузова 1-й степени (17.05.1944);
- орден Богдана Хмельницкого 1-й степени (13.09.1944);
- два ордена Красной Звезды (1940, ...);
- медали.

Российская империя:
- Георгиевский крест 2, 3 и 4 степеней.

Других государств:
- Орден Почётного легиона -командор (Франция);
- Военный крест 1939—1945 с пальмовой ветвью (Франция);
- Орден Заслуг Венгерской Народной Республики 1 степени (ВНР);

Почётные звания:
- Почётный гражданин города Енакиево.

## Воинские звания
- Полковник (16 декабря 1935 года);
- Комбриг (20 ноября 1938 года);
- Генерал-майор (4 июня 1940 года);
- Генерал-лейтенант (29 августа 1943 года);
- Генерал-полковник (29 мая 1945 года).

## Память
- В городе Енакиево на аллее Героев установлена памятная стела И. М. Манагарова.
- В городе Кременчуге улица носит название генерала Манагарова.
- В городе Ялта именем Манагарова названа улица.

## Сочинения
- Манагаров И. М. В сражении за Харьков. — 2-е изд. — Харьков: Прапор, 1978. — 256 с. — 25 000 экз.